# ترویوشی ناکانو
ترویوشی ناکانو (انگلیسی: Teruyoshi Nakano; ۹ اکتبر ۱۹۳۵ – ۲۷ ژوئن ۲۰۲۲) کارگردان فیلم اهل ژاپن بود. وی بین سال‌های ۱۹۵۹ تا ۲۰۰۱ میلادی فعالیت می‌کرد.
وی همچنین برندهٔ جوایزی همچون جایزه آکادمی فیلم ژاپن شده‌است.